# Kosta Abrašević

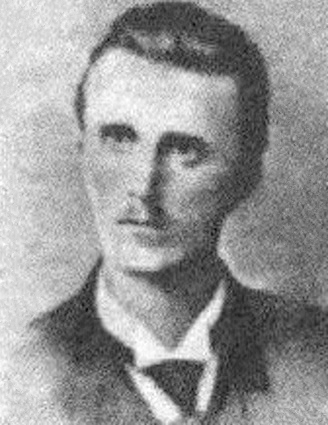
Kosta Abrašević (vor 1898)

Kosta Abrašević (serbisch-kyrillisch Коста Абрашевић) (* 29. Mai 1879 in Ohrid; † 20. Januar 1898 in Šabac) war ein serbischer Poet.

## Leben
Abrašević gilt als Begründer der proletarischen Poesie in Serbien. Seine realistischen Gedichte, die dem Leben der Arbeiter gewidmet sind (darunter „Rot“, 1893; „Der Dieb“ 1896 und „In der Grube“, 1897), sind von der revolutionären Romantik beeinflusst und von sozialistischen Ideen durchdrungen.

## Ausgabe
- Песме (Gedichte), Belgrad 1950.